# Buch’sche Kieselringe
Als Buch’sche Kieselringe werden anorganische Erscheinungen bezeichnet, die sich in konzentrischen Ringen auf verschiedenen Fossilien und anderen Kalkuntergründen absetzen. Der Name geht auf den Geologen Leopold von Buch zurück, der im Jahre 1828 als Erster über diese Erscheinung referiert hat.
Die Ringe entstehen auf verwitterten Fossilien oder Kalkplatten durch Umkristallisation von Silikaten. Im Zuge dieses Prozesses wird Kalk aus dem Trägerobjekt ausgelöst und durch Kieselsäure ersetzt. Sie sind nicht selten auf Belemniten, Muschelschalen, der kreidezeitlichen Auster Pycnodonte vesiculare und mitunter auch auf dem Seeigel Echinocorys ovatus anzutreffen.